# Byron Yasui
Byron K. Yasui (Honolulu, Hawaï, 13 december 1940) is een Japans-Amerikaans componist, muziekpedagoog en musicus.

## Levensloop
Yasui leerde autodidactisch het bespelen van de ukulele in de jaren 1950. Vervolgens kreeg hij les voor gitaar en jazzcontrabas. Later studeerde hij aan de Universiteit van Hawaï in Manoa en behaalde zijn Bachelor of Education in 1965. Daarna studeerde hij aan de Northwestern University in Evanston en behaalde in 1967 zijn Master of Music en promoveerde in 1972 tot doctor in Musical Art.
Van 1972 tot 2010 was hij professor voor muziektheorie en compositie aan de Universiteit van Hawaï in Mānoa. In 1989 werd hij onderscheiden met de Regents' Medal for Excellence in Teaching.
Yasui is medeoprichter en artistiek directeur van het jaarlijks plaatsvindende gitaarfestival van de Universiteit van Hawaï. Verder is hij bestuurslid van de ukeleleorganisatie op Hawaï. Hij was parttimecontrabassist van het Honolulu Symphony Orchestra van 1963 tot 2001. Als jazzbassist werkte hij samen met artiesten zoals Freddie Hubbard, Billy Eckstine, Anita O'Day, Chris Connors, Barney Kessel, Tal Farlow, Charlie Byrd, Mel Torme en vele anderen. Als duopartner op klassieke gitaar treedt hij sinds 1987op met de Braziliaanse gitaarvirtuoos Carlos Barbosa-Lima. Verder is excelleert hij op ukulele en deed een concerttournee met drie andere solisten op dit instrument langs de oostkust van Amerika. In 1998 werd hij opgenomen in het bestuur van het Ukulele Hall of Fame Museum en was in 2001 medeorganisator en solist bij het concerttournee The Art of Solo Ukulele. In november 2006 heeft hij bekende Hawaïaanse liederen en thema's op cd met de titel "Anahola" opgenomen.
Als componist schreef hij werken voor orkest, harmonieorkest, koor- en kamermuziek. Hij heeft traditionele hulaliederen in zijn werken voor orkest verwerkt. Sinds 1985 werd hij jaarlijks onderscheiden met de standard award van de American Society of Composers, Authors and Publishers (ASCAP).

## Composities

### Werken voor orkest
- 1993 Loʻihi, voor strijkorkest
- 1994 Overture: O pauahi ali'i nui, voor orkest

### Werken voor harmonieorkest
- 1986 Overture "Life of the Land", voor harmonieorkest
- 1989 A quiet festival, voor harmonieorkest
- 1990 Oʻahu (march), voor harmonieorkest
- 2005 Elegy, voor harmonieorkest
- Four Kui Lee Themes, voor harmonieorkest

### Werken voor koor
- 1985 Great is Thy faithfulness, voor gemengd koor en piano – tekst: Thomas O. Chisholm
- 1990 Iolani Iolani, voor gemengd koor en kamerorkest
- 1993 Dios te salve, Maria – Spanish "Hail Mary", voor gemengd koor

### Kamermuziek
- 1966 Koperkwintet Nr. 1
- 1974 Music for timpani and brass
- 1981 Novene, voor klarinet
- 1984 Four pieces, voor contrabaskwartet
  1. Aria
  2. Danza
  3. Canto
  4. Scherzo
- 1988 Strijkkwartet Nr. 1
- 1989 Song of the heart, voor althobo en piano – in memoriam Chuck Billy
- 1993 Romance, voor contrabaskwartet
- 1995 River children, voor klarinet, contrabas en harp
- 2004 Dances we dance, voor saxofoon en piano
- Concert Piece, voor trompetkwartet
- Fantasy on a Hawaiian lullaby, voor gitaar en slagwerk
- Touch Dance 2, voor klarinet en viool

### Werken voor piano
- 1983 Iwa

### Werken voor harp
- 1986 Piccola arietta no. 3
- 1993 The crying mountains: Na Koʻolau, fantasie voor solo harp
- Touch Dance

### Werken voor gitaar
- 1989 Music for guitar ensembles
- 1991 Piccolo Arietta No.1
- Little pieces, voor gitaar

### Werken voor Ukelele
- Anahola
- In A Little Hula Heaven
- You Are Beautiful
- Sophisticated Hula
- Pua Mae`ole
- Hanohano Hanalei
- Blue Hawai`i
- Waikiki
- Undecided
- Scherzo

### Werken voor slagwerk
- 1975 Many times, voor solo xylofoon

## Publicaties
- Byron K. Yasui: Concepts in Creating Jazz Walking Bass Lines. in: North Carolina Music Educators Journal